# Zupa serowa

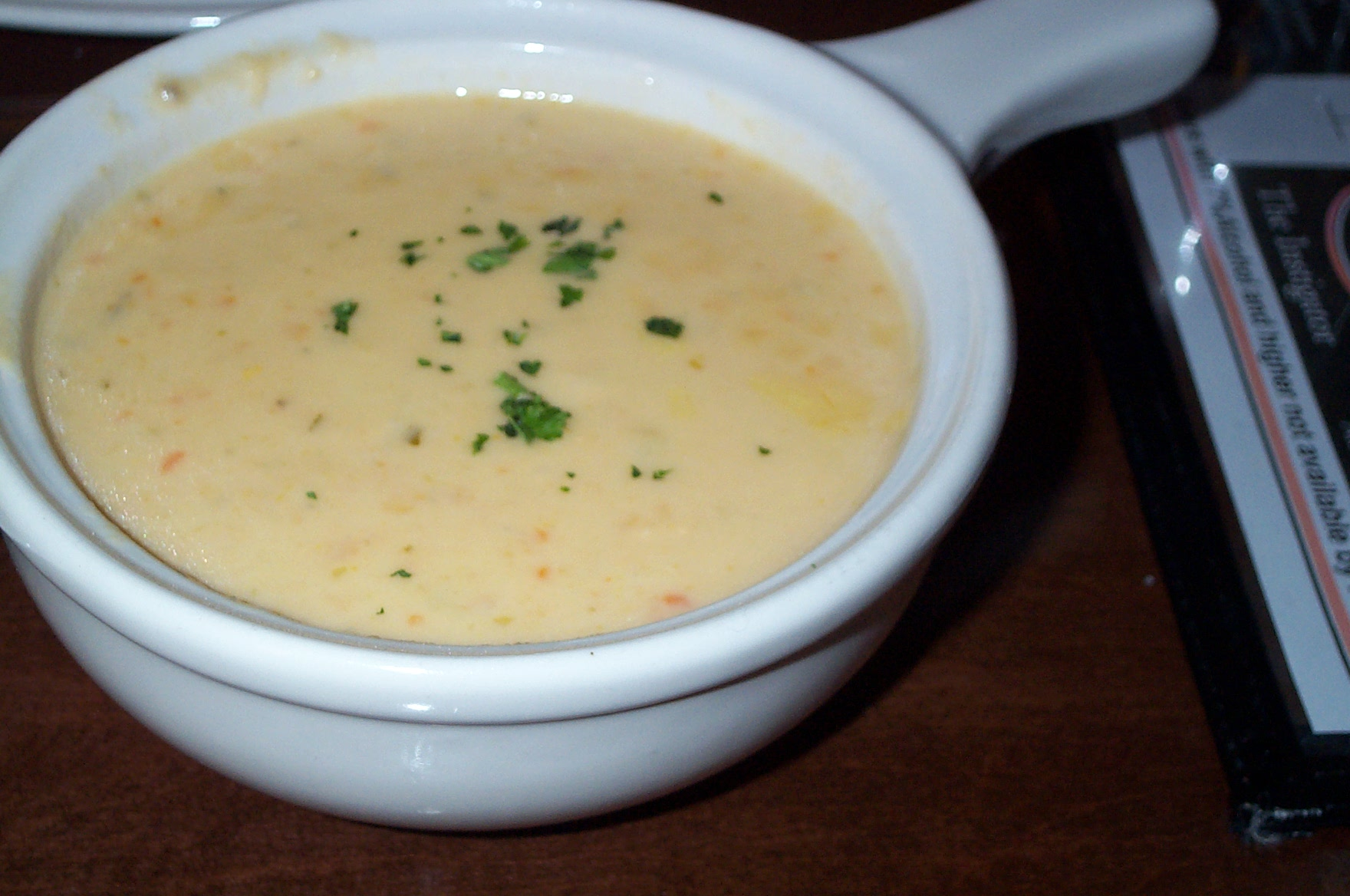
Zupa piwno-serowa

Zupa serowa – potrawa istniejąca w wielu kuchniach świata. Zupa ta gotowana jest na bulionie warzywnym lub rosole z dodatkiem startego żółtego sera, a w kuchni polskiej także lanych klusek. Podawana jest w towarzystwie tostów, często pokrojonych w kostkę i wysuszonych. Do regionalnych odmian zupy serowej zalicza się:
- zupa piwna (zwłaszcza w średniowiecznej Europie)[2]
- fondue, czyli szwajcarskie danie przygotowywane m.in. z sera
- wegetariańska zupa churu z dodatkiem ostrej papryczki z Tybetu[3]